# 彩象島女孩
《彩象島女孩》（羅馬化：Sao Noi），改編自阿薩·柯吉梅特的同名小說，曾多次被改編為電影及電視劇。
初次改編為1981年的電影，由斯本魯昂電影公司發行，查露妮·素莎瓦領銜主演，1981年5月23日於泰國上映。
小說先後於1988年、2002年及2012年被改編為電視劇。1988年版由賽特·查姆辛領銜主演，於泰國第5電視台首播。2002年版由Dara Video發行，納塔吾·斯金傑與茵地拉·謝倫寶娜領銜主演，於泰國第7電視台播出。最新版本為2012年由Exact與Scenario聯合發行，頌恩·宋帕山與婉娜拉·宋提查領銜主演，2012年7月14日至2012年11月25日，每週六至日晚間8點30分於泰國第9電視台首播。

## 劇情簡介

1981年電影版海報

2002年第三版劇集海報

風度翩翩極度富有美術天分的尚奇出生在政要官員的家庭。與蘇麗訂婚後，因為看不慣父親娶酒店小姐回家而大吵一架離家出走。打算投靠好友的他，卻在半路上碰上搶劫而身受重傷，醒來後發現自己完全不記得過去的事情。之後尚奇在因緣際會下被找去當船工，沿途經過彩象島時，尚奇被美妙的歌聲吸引。為了尋找歌聲來源，他跳進了海裡，導致自己游泳游到體力耗盡差點溺水，幸好歌聲主人妮樂的及時搭救，才幫助尚奇再次倖免於難。
尚奇的美術老師在彩象島發現他的作品，並把尚奇的下落轉告他的父親，尚奇因此被帶回曼谷治療。痊癒的他與蘇麗又回到過去的時光，妮樂也從此消失在尚奇的記憶中。身分卑微的妮樂經歷人生的起落，終於擁有名聲、地位與財富，因緣際會來到尚奇家裡，她希望找回與尚奇的往昔美好，於是與蘇麗發展出一場愛情爭奪戰

## 演員陣容
註：括號內的演員姓名為小名。

### 主要演员
| 角色 （泰文） | 角色 （中文譯名） | 角色 （羅馬拼音） | 首播年份      | 首播年份    | 首播年份        | 首播年份      | 首播年份 |
| 角色 （泰文） | 角色 （中文譯名） | 角色 （羅馬拼音） | 1981年        | 1988年      | 2002年          | 2012年        |          |
| ------------- | ----------------- | ----------------- | ------------- | ----------- | --------------- | ------------- | -------- |
| สรรค์／เสียม    | 尚奇              | San／Siam         |               | 賽特·查姆辛 | 納塔吾·斯金傑   | 頌恩·宋帕山   |          |
| วนิดา （นิด）   | 妮樂              | Wanida （Ni）     | 查露妮·素莎瓦 |             | 茵地拉·謝倫寶娜 | 婉娜拉·宋提查 |          |

### 次要演员
| 角色 （泰文） | 角色 （中文譯名） | 角色 （羅馬拼音） | 首播年份        | 首播年份        | 首播年份                    | 首播年份                | 首播年份 |
| 角色 （泰文） | 角色 （中文譯名） | 角色 （羅馬拼音） | 1981年          | 1988年          | 2002年                      | 2012年                  |          |
| ------------- | ----------------- | ----------------- | --------------- | --------------- | --------------------------- | ----------------------- | -------- |
| สุวลี           | 蘇麗              | Suwalee           | 安帕·普實       | 瑙瓦拉·尤克塔南 | 納塔琳妮·甘納蘇塔           | 布莎甘·丹迪帕納         |          |
| มารศรี         | 孟熙              | Marasi            | 彭帕克·西里古爾 | 瓦西緹·斯里洛芬 | 文塔里克·塔薩納隆           | 邦歌·江瑪麗             |          |
| พระ ชาญชลาศัย  | 張新儒 （伯爵）   | Phra Chanchalasai | 宋柴·阿薩納金達 |                 | 迪洛克·通瓦塔納             | 金克萊·溫哈南           |          |
| แม่ผิน          |                   | Phin              |                 |                 | 奧拉薩·伊薩朗昆·那·阿育他亞 | 阿查拉潘·派文蘇萬       |          |
| ชด            |                   | Chodpaka （Chod） |                 | 普莉瑪·拉特查塔 | 南緹普·暹通                 | 阿麗莎拉·翁差麗         |          |
| ธนา           | 達倫              | Thana             |                 |                 |                             | 那·特哈沙丁·那·阿育他亞 |          |
| บุญมา          | 品華              | Boonma            |                 |                 |                             | 拉查儂·蘇普拉可         |          |

## 外部連結
- 《彩象島女孩1981》MyDramaList上的劇情簡介 （页面存档备份，存于）（英文）
- 《彩象島女孩1988》MyDramaList上的劇情簡介 （页面存档备份，存于）（英文）
- 《彩象島女孩2002》MyDramaList上的劇情簡介 （页面存档备份，存于）（英文）
- 《彩象島女孩2012》MyDramaList上的劇情簡介 （页面存档备份，存于）（英文）
- 豆瓣电影上《彩象島女孩2012》的資料 （简体中文）